# Ulasia procera
Ulasia procera är en insektsart som beskrevs av Schmidt 1911. Ulasia procera ingår i släktet Ulasia och familjen lyktstritar. Inga underarter finns listade i Catalogue of Life.